# Anisopleura zhengi
Anisopleura zhengi là loài chuồn chuồn trong họ Euphaeidae (Epallagidae). Loài này được Yang miêu tả khoa học đầu tiên năm 1996.